# Diána Lesti
Diána Lesti (* 30. März 1998) ist eine ungarische Leichtathletin, die sich auf den Weitsprung spezialisiert hat.

## Sportliche Laufbahn
Erste internationale Erfahrungen sammelte Diána Lesti beim Europäischen Olympischen Jugendfestival (EYOF) 2013 in Utrecht, bei dem sie mit einer Weite von 5,51 m in der Qualifikation ausschied. 2017 belegte sie bei den U20-Europameisterschaften in Grosseto mit 6,26 m den fünften Platz und 2019 schied sie bei den U23-Europameisterschaften im schwedischen Gävle mit 6,05 m in der Qualifikation aus. Auch bei den Halleneuropameisterschaften 2021 in Toruń verpasste sie mit 6,18 m den Finaleinzug. 2022 schied sie bei den Europameisterschaften in München mit 6,29 m in der Qualifikationsrunde aus und im Jahr darauf verpasste sie bei den Halleneuropameisterschaften in Istanbul mit 6,40 m den Finaleinzug. Im Juni siegte sie mit 6,75 m bei der Hungarian GP Series – Budapest und wurde dann bei der 2. Liga der Team-Europameisterschaft im Zuge der Europaspiele in Chorzów mit 6,48 m Vierte. Im August schied sie dann bei den Weltmeisterschaften in Budapest mit 6,25 m in der Qualifikationsrunde aus. 2024 gelangte sie bei den Hallenweltmeisterschaften in Glasgow mit 6,35 m auf den elften Platz.
In den Jahren 2021 und 2023 wurde Lesti ungarische Hallenmeisterin im Weitsprung.

## Persönliche Bestleistungen
- Weitsprung: 6,75 m (−0,3 m/s), 8. Juni 2023 in Budapest
  - Weitsprung (Halle): 6,53 m, 20. Februar 2022 in Düsseldorf